# Westenhanger Castle
Westenhanger Castle är ett slott i Storbritannien.   Det ligger i distriktet Folkestone and Hythe, grevskapet Kent och riksdelen England, i den sydöstra delen av landet, 90 km sydost om huvudstaden London. Westenhanger Castle ligger 72 meter över havet.
Terrängen runt Westenhanger Castle är lite kuperad. Havet är nära Westenhanger Castle åt sydost.  Närmaste större samhälle är Ashford, 12,4 km nordväst om Westenhanger Castle. Trakten runt Westenhanger Castle består till största delen av jordbruksmark.